# كريستوفر مريديث
كريستوفر مريديث (بالإنجليزية: Christopher Meredith)‏ هو شاعر بريطاني، ولد في 1955 في Tredegar ‏ في المملكة المتحدة.